# Hermann Albert zu Lynar
Hermann Albert Graf zu Lynar (* 7. Januar 1827 in Lübbenau; † 14. November 1887 in Dresden) war ein preußischer Generalleutnant und Besitzer von Schloss Vetschau in der Niederlausitz.

## Leben

### Herkunft
Er war der zweite Sohn von Hermann Rochus Graf zu Lynar, Standesherr von Lübbenau und dessen Ehefrau Mathilde, geborene Gräfin von Voss.

### Karriere
Lynar schlug eine Offizierslaufbahn in der Preußischen Armee ein, in dessen Verlauf er vom 21. Oktober 1869 bis zum 23. Juni 1871 Kommandeur des Brandenburgischen Kürassier-Regiments Nr. 6 war. Während des Krieges gegen Frankreich war er vom 6. Oktober bis zum 2. Dezember 1870 mit der Führung der 14. Kavallerie-Brigade beauftragt. Ausgezeichnet mit beiden Klassen des Eisernen Kreuzes wurde Lynar nach dem Friedensschluss am 24. Juni 1871 Kommandeur des 2. Garde-Ulanen-Regiments. In gleicher Eigenschaft war er vom 11. November 1871 bis zum 14. Mai 1875 beim Regiment der Gardes du Corps tätig. Anschließend wurde er als Oberst mit dem Rang und den Gebührnissen eines Brigadekommandeurs zu den Offizieren von der Armee versetzt, bevor er unter Beförderung zum Generalmajor das Kommando über die 28. Kavallerie-Brigade in Karlsruhe erhielt.
Graf Lynar war Rechtsritter im Johanniterorden.
1879 kaufte Lynar Schloss Vetschau, zu dem direkt 507 ha Land gehörten, mit Stadt und zugehörenden Dörfern für 463.000 Mark und ließ umfangreiche Umbaumaßnahmen im Schlossbereich vornehmen. Er verfasste auch eine Stadtchronik von Vetschau. Nach seinem Tod 1887 ging der Besitz an den älteren Bruder Hermann Maximilian Graf zu Lynar, Standesherr in Lübbenau, über.

### Familie
Lynar hatte sich am 10. Juni 1869 mit Elisabeth von Bockelberg (1844–1922), Tochter des preußischen Gesandten Heinrich Friedrich Philipp von Bockelberg, verheiratet. Aus der Ehe gingen folgende Kinder hervor:
- Maria Anna Elisabeth Margarethe (1871–1959)
- Heinrich Herrmann Albert Guerrino (1874–1961) ⚭ Alice Gräfin von Wedel (1882–1974)
- Felix Guerrino Aribert (1876–1943) ⚭ Martina Gräfin zu Solms-Sonnewalde (1883–1943)
- Mathilde Elisabeth Marie (1877–1949)
- Berthold (1882–1910)